# Lotta libera ai Giochi della XIX Olimpiade - Pesi massimi
La competizione della categoria pesi massimi (oltre 97 kg) di lotta libera dei Giochi della XIX Olimpiade si è svolta dal 17 al 20 ottobre 1968 all'Arena Insurgentes di Città del Messico.

## Formato
Ad ogni incontro venivano assegnate penalità secondo il risultato.
Con sei penalità o più il lottatore veniva eliminato.

## Risultati
| Legenda                                  | Legenda |
| ---------------------------------------- | ------- |
| Lottatore con 6 penalità o più Eliminato |         |

### 1º Turno
Si è disputato il 17 ottobre
| Vincitore                  | Pen. | Risultato  | Sconfitto            | Pen. |
| -------------------------- | ---- | ---------- | -------------------- | ---- |
| Osman Duraliev             | 0    | Schienata  | Yorihide Isogai      | 4    |
| Aleksandr Medved'          | 0    | Schienata  | Gıyasettin Yılmaz    | 4    |
| Abolfazl Anvari            | 1    | Ai Punti   | László Nyers         | 3    |
| Larry Kristoff             | 0    | Squalifica | Arne Robertsson      | 4    |
| Wilfried Dietrich          | 0    | Schienata  | Harry Geris          | 4    |
| Ölziisaikhany Erdene-Ochir | 1    | Ai Punti   | Wiesław Bocheński    | 3    |
| Ştefan Stîngu              | 0    | Schienata  | Raymond Uytterhaeghe | 4    |

### 2º Turno
Si è disputato il 18 ottobre
| Vincitore            | Pen. | Risultato  | Sconfitto                  | Pen. |
| -------------------- | ---- | ---------- | -------------------------- | ---- |
| Osman Duraliev       | 0    | Schienata  | Gıyasettin Yılmaz          | 8    |
| Aleksandr Medved'    | 0    | Schienata  | Yorihide Isogai            | 8    |
| Abolfazl Anvari      | 2    | Ai Punti   | Arne Robertsson            | 7    |
| Larry Kristoff       | 1    | Ai Punti   | László Nyers               | 6    |
| Wilfried Dietrich    | 0    | Squalifica | Wiesław Bocheński          | 7    |
| Raymond Uytterhaeghe | 5    | Ai Punti   | Harry Geris                | 7    |
| Ştefan Stîngu        | 0    | Schienata  | Ölziisaikhany Erdene-Ochir | 5    |

### 3º Turno
Si è disputato il 19 ottobre
| Vincitore                  | Pen. | Risultato | Sconfitto            | Pen. |
| -------------------------- | ---- | --------- | -------------------- | ---- |
| Aleksandr Medved'          | 1    | Ai Punti  | Osman Duraliev       | 3    |
| Larry Kristoff             | 2    | Ai Punti  | Abolfazl Anvari      | 5    |
| Wilfried Dietrich          | 1    | Ai Punti  | Ştefan Stîngu        | 3    |
| Ölziisaikhany Erdene-Ochir | 5    | Schienata | Raymond Uytterhaeghe | 9    |

### 4º Turno
Si è disputato il 19 ottobre
| Vincitore         | Pen. | Risultato  | Sconfitto                  | Pen. |
| ----------------- | ---- | ---------- | -------------------------- | ---- |
| Osman Duraliev    | 3    | Schienata  | Abolfazl Anvari            | 9    |
| Aleksandr Medved' | 1    | Squalifica | Larry Kristoff             | 6    |
| Wilfried Dietrich | 1    | Schienata  | Ölziisaikhany Erdene-Ochir | 9    |
| Ştefan Stîngu     | 3    | Esentato   |                            |      |

### 5º Turno
Si è disputato il 20 ottobre
| Vincitore         | Pen. | Risultato | Sconfitto         | Pen. |
| ----------------- | ---- | --------- | ----------------- | ---- |
| Osman Duraliev    | 4    | Ai Punti  | Ştefan Stîngu     | 6    |
| Aleksandr Medved' | 1    | Schienata | Wilfried Dietrich | 5    |

### Girone Finale
| Vincitore         | Pen. | Risultato | Sconfitto         | Pen. |
| ----------------- | ---- | --------- | ----------------- | ---- |
| Aleksandr Medved' | 1    | Ai Punti  | Osman Duraliev    | 3    |
| Aleksandr Medved' | 1    | Schienata | Wilfried Dietrich | 4    |
| Osman Duraliev    | 3    | Schienata | Wilfried Dietrich | 8    |

1. ↑  Disputato nel 3º turno
2. ↑  Disputato nel 5º turno

## Classifica finale
| Pos.    | Atleta                     | Nazione          |
| ------- | -------------------------- | ---------------- |
| Oro     | Aleksandr Medved'          | Unione Sovietica |
| Argento | Osman Duraliev             | Bulgaria         |
| Bronzo  | Wilfried Dietrich          | Germania Ovest   |
| 4       | Ştefan Stîngu              | Romania          |
| 5       | Larry Kristoff             | Stati Uniti      |
| 6       | Abolfazl Anvari            | Iran             |
| 6       | Ölziisaikhany Erdene-Ochir | Mongolia         |
| 8       | Raymond Uytterhaeghe       | Francia          |
| 9       | László Nyers               | Ungheria         |
| 10      | Harry Geris                | Canada           |
| 10      | Wiesław Bocheński          | Polonia          |
| 10      | Arne Robertsson            | Svezia           |
| 13      | Yorihide Isogai            | Giappone         |
| 13      | Gıyasettin Yılmaz          | Turchia          |